# Corba de Peano

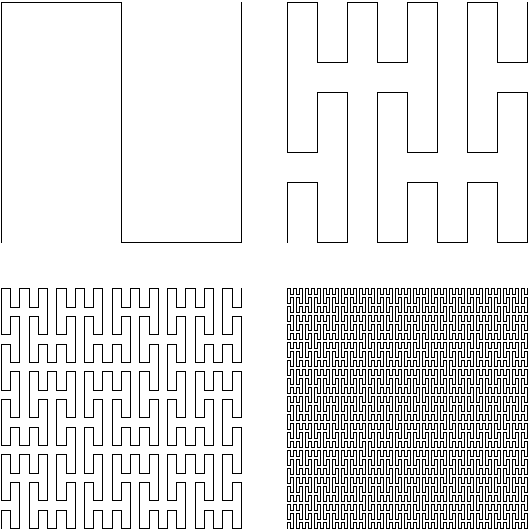
Quatre iteracions d'una corba de Peano

Una corba de Peano és una línia contínua que, sense tallar-se ni encreuar-se, és capaç d'omplir completament una superfície bidimensional, com ara un quadrat.
Es tracta d'una corba plana parametritzada per una funció contínua de l'interval unitat [0, 1], exhaustiva cap al quadrat [0, 1] × [0, 1], és a dir que la corba passa per cada punt del pla: « omple l'espai ». Totes aquestes corbes són fractals: tot i que estan formades per una línia, tenen una dimensió de Hausdorff-Bezikóvitx de 2. Aquesta mena de corbes s'anomenen així en honor del matemàtic Giuseppe Peano, que va ser el primer a descriure'n una. A causa d'aquest exemple, alguns autors utilitzen «corba de Peano» per referir-se més generalment a qualsevol corba d'ompliment de l'espai.

## Història

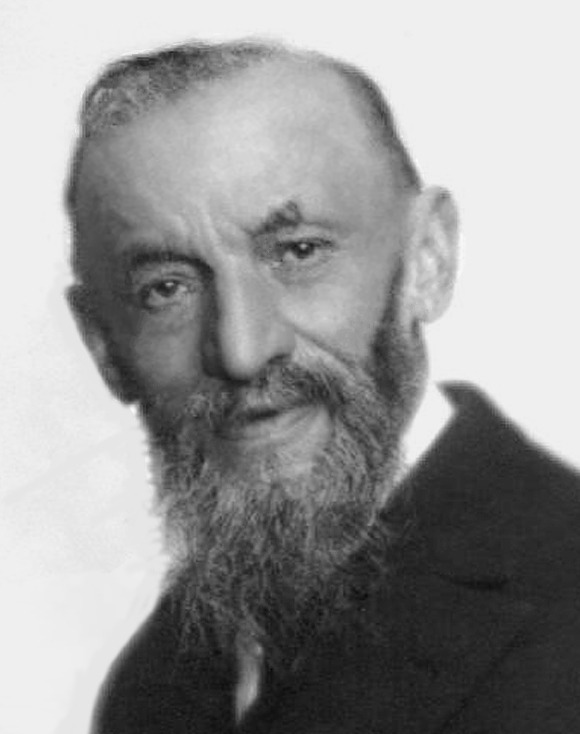
Giuseppe Peano

En un article de 1890, Giuseppe Peano va descriure una corba auto-intersectant que passa per tots els punts de la superfície del quadrat unitat, amb l'objectiu de construir una aplicació des de l'interval unitat definit sobre {\displaystyle \scriptstyle {\mathbb {R} }} vers el quadrat unitat definit sobre {\displaystyle \scriptstyle {\mathbb {R} ^{2}}}. Il·lustrà així un resultat de Georg Cantor del 1877 que estableix que el conjunt dels punts de l'interval unitat i el d'una superfície bidimensional finita tenen el mateix cardinal. Així, Peano aporta la prova que una funció d'aquest tipus pot ser contínua, és a dir, que una corba pot omplir una superfície.
La clau passa per l'elaboració d'una corba que no és derivable enlloc. Totes les corbes trobades fins llavors eren derivables per intervals (tenien una derivada contínua sobre cada interval). El 1872, Karl Weierstrass havia descrit una funció que era contínua en tots els punts però no era derivable en cap punt, però cap d'aquestes corbes no podia omplir el quadrat unitat. La corba de Peano és alhora no derivable enlloc i omple el pla, sent doncs molt contra-intuïtiva.

### Construcció de la primera corba
Peano va utilitzar l'existència d'una notació en base 3 per a tot nombre real. En el conjunt de les successions de valors de {0,1,2}, es construeix una correspondència entre la successió: {\displaystyle T=(a_{n})_{n\in \mathbb {N} ^{*}}} i la parella de successions {\displaystyle (X,Y)=((b_{n})_{n\in \mathbb {N} ^{*}},(c_{n})_{n\in \mathbb {N} ^{*}})} de la següent manera: 
- {\displaystyle b_{n}=a_{2n-1}{\text{ o }}2-a_{2n-1}} segons si la suma dels termes de rang parell de la successió {\displaystyle (a_{n})} : {\displaystyle \sum _{1\leq k\leq n-1}a_{2k}} : és parell o senar (per convenció, la suma buida {\displaystyle \sum _{1\leq k\leq 0}a_{2k}} és nul·la i, per tant, parella, doncs {\displaystyle b_{1}=a_{1}})
- {\displaystyle c_{n}=a_{2n}{\text{ o }}2-a_{2n}} segons si la suma dels termes de rang senar de la successió {\displaystyle (a_{n})} : {\displaystyle \sum _{k=1}^{n}a_{2k-1}} és parell o senar.

A cada successió, se li associa el nombre real del qual la successió n'és un desenvolupament en base 3
{\displaystyle t=0,a_{1}a_{2}\cdots a_{n}\cdots =\sum _{k=1}^{+\infty }a_{k}3^{-k},\qquad x=0,b_{1}b_{2}\cdots b_{n}\cdots =\sum _{k=1}^{+\infty }b_{k}3^{-k},\qquad y=0,c_{1}c_{2}\cdots c_{n}\cdots =\sum _{k=1}^{+\infty }c_{k}3^{-k}}.
i demostra que la correspondència que, al real t, li associa la parella de reals (x, y) és una aplicació exhaustiva i contínua de [0, 1] en [0, 1] × [0, 1].
L'article de Peano no contenia cap il·lustració. Una observació de les successions T, nul·les a partir del rang 3, conduiria a la construcció successiva dels punts de coordenades (0,0), (0,1/3), (0,2/3), (1/3,2/3), (1/3,1/3), (1/3,0), (2/3,0), (2/3,1/3), (2/3,2/3) que, units per segments rectes donen una corba anàloga a l'etapa 1 de la il·lustració de dalt. Per les successions nul·les a partir del rang cinc, es traça una corba anàloga a la iteració 2 de dalt, començant al punt de coordenades (0,0) i acabant al punt de coordenades (8/9,8/9).

### Corbes posteriors
|  |  |

Un any més tard, David Hilbert publica una construcció nova i més simple, coneguda avui amb el nom de corba de Hilbert. El seu article de 1891 és el primer que il·lustra de la  construcció ue proposa.
La majoria de les corbes de Peano es construeixen seguint un procediment iteratiu i són el límit d'una successió de corbes poligonals.
A partir dels exemples de Peano i de Hilbert, s'han dissenyat altres corbes contínues, obertes o tancades:
- El 1900, el matemàtic Eliakim Hastings Moore proposa, quatre corbes de Hilbert, una variant tancada s'anomena avui corba de Moore;
- El 1905, Henri Lebesgue proposa una nova corba que és derivable gairebé a tots els punts;
- El 1912, el matemàtic polonès Wacław Sierpiński per la seva banda va descriure una altra corba tancada que actualment porta el seu nom.

Més tard, Walter Wunderlich desenvolupa una família sencera de variants de la corba original de Peano.

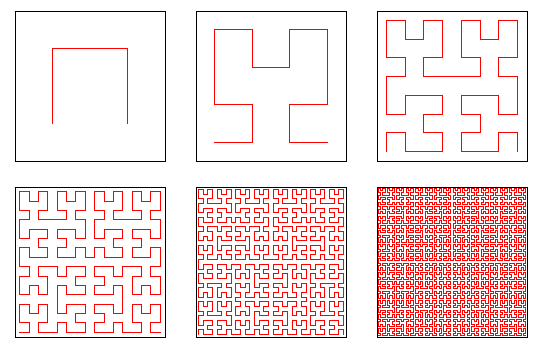
Corba de Hilbert
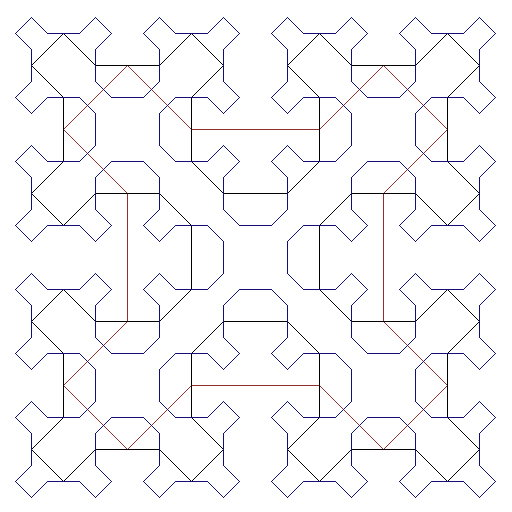
Corba de Sierpiński
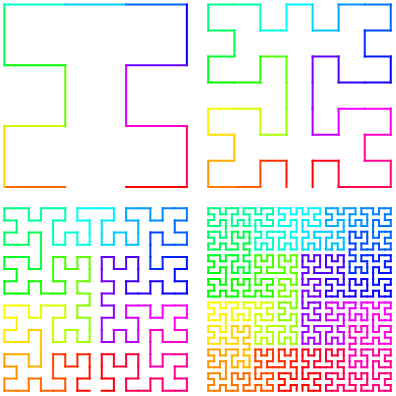
Corba de Moore
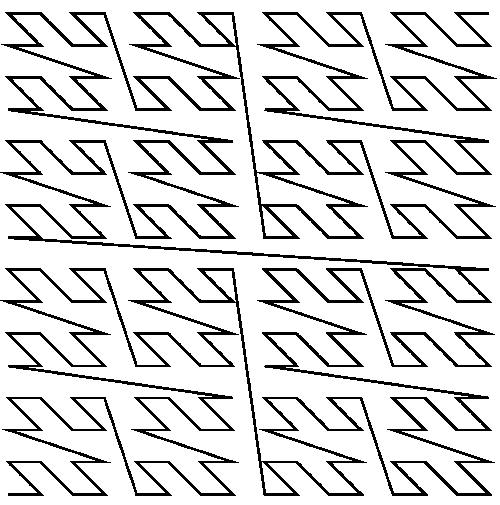
Corba de Lebesgue

## Propietats
- A diferència dels seus aproximants, que en general són corbes que no se superposen, la corba de Peano és auto-intersectant i correspon a una funció no injectiva.[2][6]
- La corba de Peano és 1/2-hölderiana. Tanmateix, aquest "1/2" és òptim, és a dir, que la constant de Hölder d'una surjecció hölderiana de [0, 1] a [0, 1]² és sempre inferior o igual a 1/2.